# 3 Dywizja Pancerna (III Rzesza)

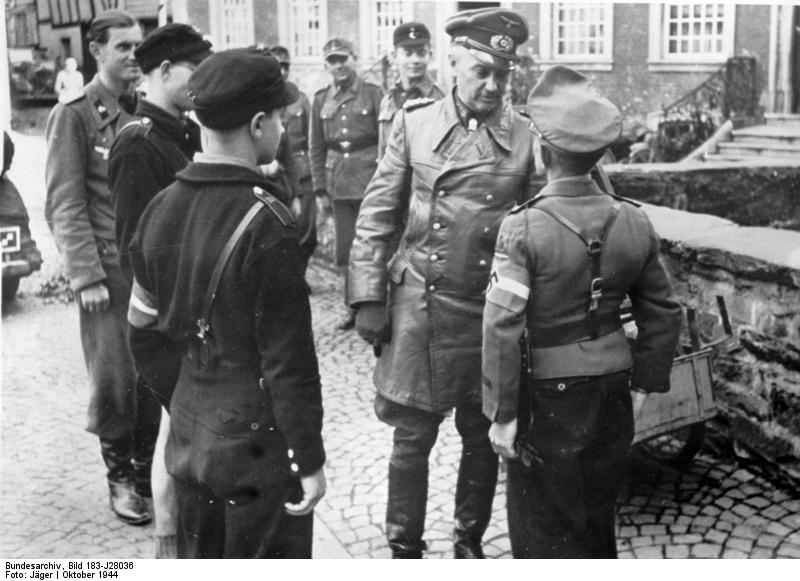
Walther Model, jeden z dowódców dywizji.

3 Dywizja Pancerna (niem. 3. Panzer-Division) – niemiecka dywizja pancerna z okresu II wojny światowej, uczestniczyła w agresji na Polskę i Francję oraz ataku na Związek Radziecki.

## Historia
Dywizja sformowana została w Berlinie, zgodnie z rozkazem z 15 października 1935 roku.
W 1939 roku, w składzie XIX Korpusu Armijnego (4 Armia), brała udział w agresji na Polskę. Po zakończeniu walk dywizja została przerzucona na Zachód, gdzie weszła w skład 6 Armii.
W składzie 6 Armii wzięła udział w 1940 roku w agresji na Francję.
3 Dywizja Pancerna stanowiła najbardziej wysunięty na północ związek pancerny Grupy Armii B i miała za zadanie osłaniać prawą flankę uderzenia przez Ardeny. Atakując przez Gembloux i Charleroi dotarła do Arras, gdzie razem z 7 Dywizją Pancerną i elementami Dywizji Pancernej SS „Totenkopf” odparła 21 maja ostatnią próbę wyrwania się z kotła Brytyjskiego Korpusu Ekspedycyjnego. Następnie wzięła udział w operacji Rot – właściwym uderzeniu na Francję. 4 czerwca 1940 roku zaatakowała pozycje francuskie pod Compiègne, a po ich przełamaniu uderzyła na południe, przez Reims i Briare, kończąc kampanię w okolicach Limoges. 3 Dywizja Pancerna odniosła ogromne sukcesy przy minimalnych stratach własnych, a po zakończeniu działań bojowych we wrześniu 1940 roku została przerzucona do Niemiec. Tam stacjonowała do maja 1941 roku, przechodząc w międzyczasie reorganizację.
W czerwcu 1941 roku dywizja została włączona w skład 2 Grupy Pancernej Grupy Armii Środek i wzięła udział w ataku na Związek Radziecki. Atak rozpoczęła 22 czerwca 1941 przeprawiając się przez Bug w rejonie Twierdzy Brześć. Walczyła przeciw Armii Czerwonej na środkowym odcinku frontu, w rejonie Mińska, Smoleńska, Kijowa, Briańska i Tuły.
W grudniu 1941 roku weszła w skład 6 Armii Grupy Armii Południe i walczyła na froncie południowym. Szczególnie ciężkie walki toczyła w rejonie Charkowa latem 1942 roku, a następnie nad Dnieprem. Później włączona została w skład nowo utworzonej Grupy Armii A i wzięła udział w walkach mających doprowadzić do zajęcia Kaukazu. Następnie walczyła na Ukrainie cofając się w kierunku polskiej granicy, m.in. na przełomie lipca i sierpnia 1943 walczyła nad Miusem.
We wrześniu 1944 roku została wycofana na terytorium okupowanej Polski, gdzie zajęła pozycje nad Narwią. W tym czasie weszła w skład 2 Armii Grupy Armii Środek.
W styczniu 1945 roku została przerzucona na Węgry, gdzie weszła w skład 6 Armii Grupy Armii Południe. Na terenie Węgier toczyła zacięte walki przeciw Armii Czerwonej, w wyniku których została zdziesiątkowana i rozbita. W kwietniu 1945 roku została wycofana do Austrii, gdzie w maju 1945 roku skapitulowała przed wojskami amerykańskimi.

## Dowództwo dywizji
Dowódcy:
- gen. por. Leo Freiherr Geyr von Schweppenburg (1935–1939)
- gen. mjr Horst Stumpff (1939–1940)
- gen. mjr Friedrich Kühn (1940)
- gen. mjr Horst Stumpff (1940)
- gen. por. Walther Model (1940–1941)
- gen. mjr Hermann Breith (1941–1942)
- gen. mjr Franz Westhoven (1942–1943)
- gen. mjr Fritz Bayerlein (1943–1944)
- płk Rudolf Lang (1944)
- gen. por. Wilhelm Philipps (1944–1945)
- płk Wilhelm Söth (1945)
- płk Volkmar Schöne (1945)

Szefowie sztabu:
- mjr Freiherr Harald von Elverfeldt[b] (w czasie ataku na Polskę[5])

## Struktura organizacyjna
Skład w 1935:
- Dowództwo 3 Dywizji Pancernej
- 3 Brygada Pancerna „Berlin” (3.Panzer-Brigade „Berlin”)
  - 5 pułk pancerny „Wünsdorf” (Panzer-Regiment 5 „Wünsdorf”)
  - 6 pułk pancerny „Neuruppin” (Panzer-Regiment 6 „Neuruppin”)
- 3 Brygada Strzelców „Eberswalde” (3.Schützen-Brigade „Eberswalde”)
  - 3 pułk strzelców (Schützen-Regiment 3)
  - 3 batalion motocyklowy (Kradschützen-Abteilung 3)
- 75 pułk artylerii (Artillerie-Regiment 75)
- 3 kompania rozpoznawcza (zmotoryzowana) (Aufklärungs-Abteilung 3)

Skład w 1941:
- 6 pułk pancerny (Panzer-Regiment 6)
- 3 Brygada Strzelców (3.Schützen-Brigade)
  - 3 pułk strzelców (Schützen-Regiment 3)
  - 394 pułk strzelców (Schützen-Regiment 394)
  - 3 batalion motocyklowy (Kradschützen-Bataillon 3)
- 75 pułk artylerii (Artillerie-Regiment 75)
- 543 dywizjon niszczycieli czołgów (Panzerjäger-Abteilung 543)
- 3 batalion rozpoznawczy (Aufklärungs-Abteilung 3)
- 39 batalion łączności (Nachrichten-Abteilung 39)
- 39 batalion pionierów (Pionier-Bataillon 39)

22 czerwca 1941 dywizja posiadała 198 czołgów.
Skład w 1943:
- 6 pułk pancerny (Panzer-Regiment 6)
- 3 pułk grenadierów pancernych (Panzer-Grenadier-Regiment 3)
- 394 pułk grenadierów pancernych (Panzer-Grenadier-Regiment 394)
- 75 pułk artylerii pancernej (Panzer-Artillerie-Regiment 75)
- 3 pancerny batalion rozpoznawczy (Panzer-Aufklärungs-Abteilung 3)
- 314 dywizjon artylerii przeciwlotniczej (Heeres-Flak-Artillerie-Abteilung 314)
- 543 dywizjon niszczycieli czołgów (Panzerjäger-Abteilung 543)
- 3 batalion rozpoznawczy (Aufklärungs-Abteilung 3)
- 39 batalion łączności (Nachrichten-Abteilung 39)
- 39 batalion pionierów (Pionier-Bataillon 39)

W przededniu bitwy pod Kurskiem dywizja posiadała 90 czołgów.